# The Soundhouse Tapes
| 전문가 평가 | 전문가 평가 |
| 평가 점수   | 평가 점수   |
| 출처        | 점수        |
| ----------- | ----------- |
| AllMusic    | [ 1 ]       |

《The Soundhouse Tapes》는 영국의 헤비 메탈 밴드 아이언 메이든의 데뷔 EP이며 밴드의 첫 번째 음반을 특징으로 한다. 1979년 11월 9일에 발매된 이 음반은 1978년 12월 30일과 31일에 스페이스워드 스튜디오에서 녹음된 데모 테이프에서 가져온 세 곡(〈Iron Maiden〉, 〈Invasion〉, 〈Prowler〉)을 특징으로 한다. 이 세 곡들은 모두 한 세션에 녹음되어 있기 때문에 밴드의 익명의 데뷔 스튜디오 음반과 후속 싱글에서 보았던 것보다 더 거친 형태로 나타난다.
비록 주요 소매 체인점들이 음반을 대량 주문하려고 했지만, 이 밴드는 우편 주문으로만 이용할 수 있는 5,000장만 배포했고, 불과 몇 주 만에 매진되었다. 이 때문에 EP는 온라인에서 최대 800파운드에 판매된 귀중한 수집품이다.

## 배경 및 녹음
영국에서 펑크 록이 한창인 가운데, 아이언 메이든은 이스트엔드오브런던에서 공연을 확보하기 위해 고군분투했고, 데모가 이것을 해결하기 위한 이상적인 방법이라고 결정했다. 이 밴드는 전 보컬리스트인 데니스 윌콕의 밴드 V1이 캠브리지의 스페이스워드 스튜디오에서 녹음한 데모 테이프를 듣고 나서 녹음하기로 결정했다. 런던에서 녹음하는 것보다 비용이 더 들겠지만, 베이시스트인 스티브 해리스는 "저렴한 비용으로 녹음하는 것이 잘못된 경제라고 판단했습니다. 한 번만 시도해 볼 수 있다는 것을 알았기 때문에 가능한 한 최선을 다해 보고 싶었습니다."
이 밴드는 돈을 아끼기 위해 1978년 12월 30일~31일 섣달 그믐날 주말 세션을 예약했고 〈Prowler〉, 〈Invasion〉, 〈Strange World〉, 〈Iron Maiden〉 등 4곡을 녹음했다. 해리스는 "우리는 처음으로 스튜디오에 들어가면서 무엇을 예상해야 할지 몰랐습니다. 우린 그저 엔지니어가 우릴 녹화할 수 있길 바랐고, 그게 다에요, 정말이에요. 우리는 그저 천진난만한 태도로 그곳에 들어갔을 뿐인데, 우연히도 꽤 괜찮았습니다. 그 노래들은 이미 매우 함께 있었습니다. 우리는 많은 것을 준비할 필요가 없었습니다. 너무 빡빡했어요, 우리가 항상 라이브로 했으니까 우리는 우리가 무엇을 해야하는지 정확히 알고 있었습니다. 그것은 단지 우리가 제시간에 그것을 녹음할 수 있는지에 대한 문제였습니다. 하지만 우리는 들어갔고 트랙은 정말 빠르게 내려갔습니다. 대부분 처음부터 한 것 같습니다."
이 새해 전야제 세션에 이어 밴드는 리믹스를 하고 몇몇 부분을 다시 녹음하기 위해 몇 주 후에 돌아올 예정이었지만, 기타리스트 데이브 머레이에 따르면, "그들은 우리에게 마스터 테이프를 50파운드 더 할인해 주기를 원했고, 그 당시 우리는 그것을 가지고 있지 않았습니다. 그리고 우리가 돌아왔을 때, 2주 후에, 그들은 이미 마스터를 지우고 그 위에 다른 무언가를 얹었습니다. 우리는 그것을 믿을 수 없었습니다. 그래서 결국 우리는 새해 전날 캠브리지에서 있었던 광란의 한 세션에서 나온 그대로 그것을 내놓아야만 했습니다." 스페이스워드의 행동을 변호하기 위해 엔지니어인 마이크 켐프는 "우리는 그들만큼 가난했고 모든 밴드에 60파운드의 멀티 트랙 테이프를 보관할 여력도 없었습니다... 저희는 최선을 다했습니다. 일주일에 5파운드만 내면 리믹스 후에라도 그들이 돈을 받거나 밴드가 더 이상 그들을 데리고 있지 않기로 결정할 때까지요. 아마도 그들은 그 선택을 하지 않았을 것입니다."

## 곡 목록
모든 곡들은 스티브 해리스에 의해 작사/작곡하였다.
| #  | 제목            | 재생 시간 |
| -- | --------------- | --------- |
| 1. | 〈Iron Maiden〉 | 4:01      |
| 2. | 〈Invasion〉    | 5:27      |
| 3. | 〈Prowler〉     | 4:20      |